# Alyssum fastigiatum
Alyssum fastigiatum là một loài thực vật có hoa trong họ Cải. Loài này được Heywood mô tả khoa học đầu tiên năm 1954.